# Iránban történt légi közlekedési balesetek listája
Az Iránban történt légi közlekedési balesetek listája mind a halálos áldozattal járó, mind pedig a kisebb balesetek, meghibásodások miatt történt, gyakran csak az adott légiforgalmi járművet érintő baleseteket is tartalmazza évenkénti bontásban.

## Iránban történt légi közlekedési balesetek

### 1988
- 1988. július 3. Perzsa-öböl. Az Iranian Air 655-ös járata, egy Airbus A300-as típusú utasszállító repülőgép egy rakétatalálatot követően a tengerbe zuhant. A gépen utazó 274 fő utas és 16 fős legénység életét vesztette.[1]

### 2014
- 2014. augusztus 10. Tabasz megye. A Szepahán airlines Hesa IrAn-140-100-as típusú utasszállító repülőgépe lezuhant. 37 utas életét vesztette, 11 főt súlyos sérülésekkel kórházba szállítottak. A gép lakott területre zuhant, de a földön nem sérült meg senki.[2]

### 2018
- 2018. február 18. 09:00 körül (helyi idő szerint), Jaszujtól 22 kilométernyire, a Zagrosz-hegység területén. Az Aseman Airlines légitársaság ATR 72 500-as típusú, EP-ATS azonosítójú utasszállító repülőgépe a Teheránban található Mehrabad nemzetközi repülőtérről tartott Jászúdzs városba. Az EP 3704-es járat Jaszuj közelében, a Zagrosz-hegység területén fekvő Dena-hegyen lezuhant. A 6 fős személyzet és 60 utas, azaz összesen hatvanhat fő életét vesztette a tragédiában.[3][4][5][6][7][8]
- 2018. március 11. Shahre Kord, Zagrosz-hegység. Lezuhant a Başaran Holding TC-TRB lajstromjelű Bombardier Challenger 604 típusú utasszállító gépe. A gépen utazó 8 utas és 3 fős személyzet minden tagja életét vesztette.

### 2020
2020. január 8. UTC 02:44, Teherántól 23 kilométernyire. Lezuhant az Ukrán Nemzetközi Légitársaság (Международные Авиалинии Украины, MAU) Boeing 737 típusú utasszállító repülőgépe. A gépen 177 fő utazott, mindenki életét vesztette. A gépet az iráni fél lőtte le tévedésből egy légvédelmi rakétával.